# 米谷信彦
米谷 信彦（こめや のぶひこ、1955年9月20日 - ）は、日本の経営者。アルパイン代表取締役社長。

## 経歴・人物
山口県の出身である。1981年3月に、山口大学経済学部卒業。同年4月、アルプス電気入社、2000年3月ALPS ELECTRIC(UK)LIMITED取締役社長、2004年アルプス電気取締役に就任。以降、同社常務取締役、同社専務取締役を歴任。2015年にアルパイン専務取締役就任の後、2016年同社代表取締役社長となる。

## 経営理念
経営理念として、顧客のニーズを第一と考え、国内外に限ることなく技術力や提案力を用いて、丁寧に対応することを掲げている。

## 業績
2017年、営業部門・生産部門の組織改革に着手した。音響機器事業や情報通信機器事業の売上の長所・短所を見直し、経営計画の達成に向けて取り組みに着手。日本だけでなく、アメリカ・ヨーロッパ等海外向けの商品開発に尽力。